# Whitehead Hicks
Whitehead Hicks (Flushing, 24 agosto 1728 – Flushing, 4 ottobre 1780) è stato un politico e avvocato statunitense, 42° sindaco di New York.